# Orhan Mustafi
Orhan Mustafi (Kumanovo, 4 aprile 1990) è un calciatore macedone naturalizzato svizzero di etnia albanese, attaccante dell'Oetwil.